# Ганув
Ганув (пол. Hanów) — село в Польщі, у гміні Дубова Колода Парчівського повіту Люблінського воєводства. Населення — 55 осіб (2011).

## Історія
У 1975—1998 роках село належало до Білопідляського воєводства.

## Демографія
Демографічна структура станом на 31 березня 2011 року:
|          | Загалом | Допрацездатний вік | Працездатний вік | Постпрацездатний вік |
| -------- | ------- | ------------------ | ---------------- | -------------------- |
| Чоловіки | 29      | 9                  | 14               | 6                    |
| Жінки    | 26      | 4                  | 16               | 6                    |
| Разом    | 55      | 13                 | 30               | 12                   |

## Особистості

### Народилися
- Юрій Карп'юк (нар. 1931) — український фахівець у галузі фізичного виховання і спорту, тренер з легкої атлетики (біг)[3].